# Renträsket, Västerbotten
Renträsket är en sjö i Lycksele kommun och Vindelns kommun i Västerbotten och ingår i Umeälvens huvudavrinningsområde. Sjön har en area på 1,35 kvadratkilometer och ligger 246,1 meter över havet. Sjön avvattnas av vattendraget Renträskån.

## Delavrinningsområde
Renträsket ingår i det delavrinningsområde (717649-166059) som SMHI kallar för Utloppet av Renträsket. Medelhöjden är 286 meter över havet och ytan är 10,31 kvadratkilometer. Det finns inga avrinningsområden uppströms utan avrinningsområdet är högsta punkten. Renträskån som avvattnar avrinningsområdet har biflödesordning 4, vilket innebär att vattnet flödar genom totalt 4 vattendrag innan det når havet efter 155 kilometer. Avrinningsområdet består mestadels av skog (70 procent). Avrinningsområdet har 1,15 kvadratkilometer vattenytor vilket ger det en sjöprocent på 11,1 procent.